# Sistemas abertos em administração
Até meados dos anos 50 a teoria administrativa clássica pouco considerava o ambiente externo das organizações. Não eram consideradas tanto questões de flexibilidade das organizações quanto as mudanças do ambiente extra-empresa. As organizações eram definidas com sistemas bastante fechados, sendo que a eficiência operacional era tida como o único meio para a empresa obter êxito e de se tornar eficaz.
Atualmente, porém, as mudanças do ambiente externo à empresa além de freqüentes, ocorrem rapidamente. Por isso elas têm um impacto de longo alcance nas organizações. Os acontecimentos do meio externo podem facilmente afetar a empresa e vice-versa, ao ponto que as organizações não podem mais ser consideradas como sistemas fechados, mas como sistemas abertos. Neste novo cenário as organizações devem ser permeáveis às mudanças do volátil ambiente externo, ou seja o ambiente externo deve ser mais considerado quando as empresas desenvolvem suas atividades.

## Sistemas Abertos
A estrutura de sistemas abertas é formada pela interação e intercâmbio da organização com o ambiente. De acordo com as mudanças do ambiente externo, a organização se adapta para sobreviver mudando seus produtos, técnicas e estruturas.
A interação e intercâmbio da organização com o ambiente moldam a estrutura de sistemas abertos. Quando ocorre uma mudança no ambiente externo, a organização se transforma mudando seus produtos, técnicas e estruturas para se adaptar à essas mudanças e sobreviver. As organizações, segundo a teoria dos sistemas, podem ser vistas como um sistema dinâmico e aberto, no qual o sistema é um conjunto de elementos mutuamente dependentes que interagem entre si com determinados objetivos e realizam determinadas funções.
As organizações são dependentes de fluxos de recursos do ambiente externo, assim como os sistemas abertos. Essa dependência pode ocorrer de duas maneiras. Por um lado, ela precisa do ambiente externo para conseguir os recursos humanos e materiais que vão garantir seu funcionamento. Por outro lado, ela precisa do ambiente externo para que se possa comprar e vender serviços e produtos. Desse modo, para a organização sobreviver ela precisa de ajustes como ambiente externo, além de ajustes no ambiente interno.
Ademais, assim como um sistema aberto, uma organização pode ser definida como uma associação de grupos de interesses, sendo esses  formados por elementos distintos, onde cada um busca os seus objetivos no contexto do ambiente mais amplo. As ações que definem o comportamento organizacional dependem também de uma análise do ambiente em que ela se encontra e da maneira como a mesma se relaciona com o ambiente externo, respondendo a pressões, estabelecendo relações ou até evitando algumas
Além disso, a teoria do sistema aberto também consiste em demonstrar o papel de um funcionário dentro de uma organização, expressando o conceito de “Homem Funcional”, ou seja, o homem tem um papel dentro das organizações, estabelecendo relações com outros indivíduos, exatamente como prega um sistema aberto. Sobre suas ações, o próprio funcionário cria diversas expectativas, tanto para seu papel, quanto para o papel de todos os outros elementos que fazem parte da organização como um todo, e ainda transmitindo–as a todos indivíduos participantes. Apesar dessa relação ser inevitável ela pode tanto alterar, como reforçar seu papel dentro da instituição. Logo,  uma organização pode ser definida então como um sistema de papéis, nos quais indivíduos (ou no caso, funcionários), agem como verdadeiros transmissores de papel e pessoa focais.
- Esquema de um sistema aberto - Clique aqui

### Modelo de Katz e Kahn
A partir da teoria dos sistemas, Daniel Katz e Robert L. Kahn criaram um modelo organizacional aplicando-a à teoria das organizações.
Segundo os criadores, as organizações sociais caracterizam-se como sistemas abertos, uma vez que a organização realiza transações com o meio ao qual esta inserida, sendo assim, converte o “input de energias” em outro input.
As organizações denominadas sistemas abertos se caracterizam pela importação, transformação, exportação, ciclos de eventos, entropia negativa, feedback, homeostase, diferenciação e equifinalidade.
Importação: fluxo de entrada de materiais como matéria prima e informações.
Transformação: processamento dos insumos em produtos finais.
Exportação: saídas de certos produtos para o ambiente; output.
Entropia negativa : os sistemas abertos necessitam da aquisição de entropia negativa para sobreviver; inputs são maiores que outputs no processo de transformação.
Feedback: está relacionado aos inputs de informação e possibilitam alertar à estrutura sobre o ambiente e sobre o funcionamento do próprio sistema.
Homeostase: pode ser chamado também de estado firma e é um equilíbrio caracterizado mais pela dinamicidade do que pela estaticidade; os sistemas abertos não estão em repouso; os inputs de energia para deter a entropia agem para manter um equilíbrio no intercâmbio de energia, para que os sistemas sobrevivam.
Diferenciação: em vez de aspectos difusos e globais, com certa padronização, há a substituição por funções mais especializadas, hierarquizadas e altamente diferenciadas. Diferenciar-se é uma tendência para a elaboração da estrutura.
Princípio da equifinalidade: diz que um sistema pode atingir um estado final igual com origem em condições inicias distintas e por meio de diversas formas e meios de desenvolvimento.

### Exemplos
A difusão da abordagem sócio-técnica, um sistema aberto que interage com o meio ambiente, capaz de auto-regulação e com a propriedade de equifinalidade, ou seja, que alcança uma meta através de diferentes caminhos e recursos, passou por um caminho único. Sua ampla difusão só aconteceu quando a Volvo  implementou essa abordagem em sua nova fábrica de automóveis, em Kalmar em 1974.
Essa nova fábrica inovou na questão tecnológica e organizacional. Um dos objetivos era a erradicação da pressão sobre o trabalho que as linhas de montagem geram, dessa forma, a montagem é realizada por vagonetas (trolleys) que podem ser desengatados e assim, utilizados em um sistema de transporte que percorre toda a fábrica. A planta de montagem tem aproximadamente 650 funcionários, sendo 540 operacionais que se dividem em 30 grupos, com 1 líder para cada 3 grupos. Cada uma dessas equipes tem um espaço definido onde deve trabalhar e assim, pode levar a vagoneta, transportando os carros, até esse local onde eles serão montados. Dessa forma, essas equipes têm autonomia para comandar o ritmo e métodos da montagem.
Após a implementação pela Volvo, várias outras empresas como Saab-Scania, na Suécia , Shell, na Inglaterra e no Canadá, Phillips , na Holanda, Corning Glass, na Inglaterra e Estados Unidos, e Renault, na França,  implementaram a abordagem sócio-técnica para a organização do trabalho.  Em nosso páis, a experiência pioneira foi a da Rhodia , em São José dos Campos, seguida pela Alpargatas, Cibié, Método, entre outras.

### Críticas
Dentre as críticas que podem ser feitas aos sistemas abertos podemos citar:
1.	Eles são arriscados do ponto de vista psicológico, pois oferecem poucas certezas. Um sistema aberto não pode produzir conclusões demonstráveis se comparado a um sistema fechado que usa a lógica clássica. Dessa forma, o critério de consistência interna não existe, pois não é possível fazer compromissos.
2.	Os conflitos de papéis que esse tipo de sistema pode gerar dentro das organizações, dado que os interesses pessoais, grupais e organizacionais muitas vezes não estão aliados. O pressuposto de que organizações como sistemas abertos são variáveis organizacionais, de personalidade e de relações interpessoais às vezes não é internalizado por todos, dessa forma, cabe ao líder buscar um equilibro na empresa. .
Sistema aberto no modelo de Chiavenato
Sistemas aberto é formada pela interação e intercâmbio da organização com o ambiente. Quando ocorre uma mudança no ambiente externo, a organização se transforma mudando seus produtos, técnicas e estruturas param se afeiçoar-se à essas transformações para garantir sua sobrevivência.
É uma  constante interação dual com o ambiente. Influencia e é influenciado;   Não interage com o ambiente  tem capacidade de crescimento, mudança, adaptação ao ambiente e até auto reprodução sob certas condições ambientais. E é compatível  com outros sistemas.
Esse tipo de sistema pode ser aplicado perfeitamente na organização empresarial. Uma corporação é um sistema instituído pelo ser humano que  sustenta uma dinâmica, influência mútua com o ambiente que se encontra, sejam os fornecedores, clientes , concorrentes ou organizações sindicais e muitos outros interessados.
REFERENCIAS
1. ↑  BOWDITCH, James L.; BUONO, Anthony F. Elementos de Comportamento Organizacional; tradução de José Henrique Lamendorf. São Paulo: Pioneira, 1992.
2. ↑  Pfeffer, J. and G. R. Salancik (1978). The External Control of Organizations: A Resource Dependence Perspective. New York, NY, Harper and Row.
3. ↑  Perrow, Charles (1972). Complex Organizations: A Criticial Essay. (Third edition, 1986). McGraw-Hill Publishers.
4. ↑  Massuda, J. C. e Martins, V. F. e Reis, E. A. O Ambiente empresarial e a gestão estratégica de custos.
5. ↑  PEREIRA, Carlos Alberto. Ambiente, Empresa, Gestão e Eficácia.. In: CATELLI, Armando. Controladoria Uma Abordagem da Gestão Econômica- GECON. São Paulo: Atlas, 1999, p.35-80.
6. ↑  DAFT,Richard L. Administração/ Richard L. Daft ; [tradução Robert Brian Taylor]. São Paulo: Pioneira Learning, 2005. (6ª edição)
7. ↑  KATZ, Daniel e KHAN, Robert L. Psicologia social das organizações. 3 ed. São Paulo: Atlas, 1987. Cap. 2: Organização e o conceito de sistema, p. 30-45.
8. ↑  BEZERRA, L. A. H. O Estudo da Biografia de uma empresa como apoio à intervenção ergonômica – Um estudo de Caso: Proposta para implementação da ergonomia em uma empresa de saneamento. 1998. Cap.4. Programa de Pós-graduação em Engenharia de Produção – Universidade Federal de Santa Catarina, Florianópolis, 1998.
9. ↑  CHICK, Victoria; Sobre Sistemas Abertos. Sociedade Brasileira Economia Política, Rio de Janeiro, n. 13, p. 7-26, 2003
10. ↑  Paz, J. A. e Silva, A. S. J. A Liderança na “corda-bamba”: quais Habilidades o Líder deve Desenvolver para Gerenciar e não Potencializar Conflitos?
11. ↑  CHIAVENATO, Idalberto (2004). Introdução à Teoria Geral da Administração. Rio de Janeiro: CAMPUS. 457 páginas